# Ercheia fuscobrunnea
Ercheia fuscobrunnea là một loài bướm đêm trong họ Noctuidae.